# Milwaukee Center
Le Milwaukee Center de Milwaukee est un gratte-ciel de bureaux de style post-moderne de 130 mètres de hauteur (hauteur du toit) construit à Milwaukee dans le Wisconsin en 1988.
Le bâtiment a été conçu par l'agence d'architecture Skidmore, Owings and Merrill (SOM) en s'inspirant du Milwaukee City Hall.
En 2024 c'était le 5° plus haut immeuble de Milwaukee et du Wisconsin .